# Ceratonykus
A Ceratonykus (jelentése 'szarvas karom') az alvarezsaurida theropoda dinoszauruszok egyik neme, amely a késő kréta korban élt. Töredékes csontvázának 2009 elején, Mongóliában történt felfedezése felvetette a kérdést, hogy hol helyezkednek el az alvarezsauridák a Theropoda csoport taxonómiájában.

## Anatómia
A Ceratonykus kis termetű, hosszúlábú dinoszaurusz volt, amely látszólag a sivatagban való futáshoz alkalmazkodott. Az általában 0,5–2 méter hosszúságú tagokból álló Alvarezsauridae családba tartozik, a hossza azonban elérte a 2,5 métert.
Eredetileg úgy vélték, hogy a legkorábbi röpképtelen madarak egyike, de jelenleg az alvarezsauridákat jóval bazálisabb theropodáknak tekintik. A csontvázmaradványok arra utalnak, hogy a Ceratonykus a család többi tagjához hasonlóan apró, de erős mellső lábakkal és tömör, madárszerű kezekkel rendelkezett. A csontváz szerkezete alapján az állatnak erős mell- és karizmai voltak, melyek valószínűleg szaggatáshoz vagy ásáshoz alkalmazkodtak. Meghosszabbodott állcsontjait apró fogak szegélyezték, csőszerű pofája pedig arra utal, hogy a termeszekhez hasonló rovarokkal való táplálkozásra specializálódott.

## Vita

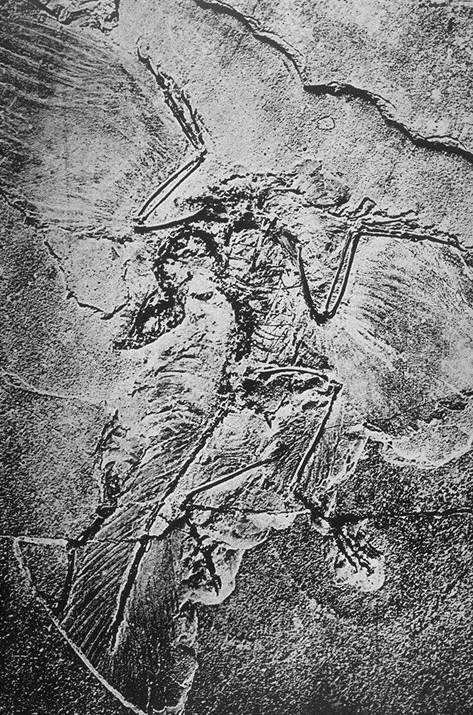
A berlini Archaeopteryx példányról 1880-ban készült fénykép, melyen még láthatók a későbbi preparáció során eltávolított lábtollak

Vlagyimir R. Alifanov és Rinchen Barsbold 2009-ben kijelentette, hogy az alvarezsauridák a nagyméretű prefrontális csontok, a hosszú supranguláris nyúlvány és az alsó állcsonton levő rövid anguláris nyúlvány miatt nem hasonlítanak a theropodákra. A theropodák az arányokat tekintve általában ezek ellentétével rendelkeznek. Emellett az alvarezsauridáknál hiányoznak a gastraliumok, a csípő pedig szokatlan felépítésű.
A Ceratonykus maradványai között előkerült kezeken kis, csontos, sarkantyúszerű kinövések találhatók, melyek Alifanov és Barsbold szerint a negyedik, illetve ötödik ujjperceken levő karmok voltak. Az agy alakja (a koponya vizsgálata alapján) támogatja azt az elméletet, ami szerint az e csoporton belüli állatok agya eltért a többi theropodáétól,
Az alvarezsauridák taxonómiai története meglehetősen zavaros. 1993-ban az alvarezsauridákat a modern madarakkal az Archaeopteryxnél (a késő jura korban, mintegy 150–145 évvel ezelőtt élt bazális madárral) közelebbi rokonságban álló röpképtelen madaraknak vélték. Ezzel szemben az újabb keletű, nagyobb adatmennyiség elemzésével lefolytatott vizsgálatok nagymértékben arra utalnak, hogy ezek az állatok nem voltak madarak. A Theropoda csoporton belüli pontos helyzetük vitatott, mivel egyes tudósok kitartanak amellett, hogy az ornithomimosaurusok közeli rokonságába tartoznak, míg mások szerint a maniraptorák közeli rokonai.

## Fordítás
- Ez a szócikk részben vagy egészben a Ceratonykus című angol Wikipédia-szócikk ezen változatának fordításán alapul.  Az eredeti cikk szerkesztőit annak laptörténete sorolja fel. Ez a jelzés csupán a megfogalmazás eredetét és a szerzői jogokat jelzi, nem szolgál a cikkben szereplő információk forrásmegjelöléseként.